# Denysiwka (obwód połtawski)
Denysiwka (ukr. Денисівка) – wieś na Ukrainie, w obwodzie połtawskim, w rejonie łubieńskim, w hromadzie Orżycia. W 2001 liczyła 884 mieszkańców.